# Canton de Couches
Le canton de Couches est un ancien canton français situé dans le département de Saône-et-Loire et la région Bourgogne-Franche-Comté.

## Géographie
Ce canton était organisé autour de Couches dans l'arrondissement d'Autun. Son altitude variait de 216 m (Cheilly-lès-Maranges) à 548 m (Saint-Émiland) pour une altitude moyenne de 367 m.

## Histoire
De 1833 à 1848, les cantons de Couches et de Montcenis avaient le même conseiller général. Le nombre de conseillers généraux était limité à 30 par département.

## Représentation

### Conseillers généraux de 1833 à 2015
| Période | Période             | Identité                                     | Étiquette                | Qualité |
| ------- | ------------------- | -------------------------------------------- | ------------------------ | --- |
| 1833    | 1842                | Jean Louis Berrier                           |                          | Docteur-médecin, maire de Montcenis (1830-1835) |
| 1842    | 1845 (décès)        | François Antoine Adolphe Schneider           | Majorité ministérielle   | Maître de forges Député (1842-1845), maire du Creusot |
| 1845    | 1848                | Eugène Joseph Schneider                      |                          | Ancien directeur des forges de Bazeilles Co-gérant puis directeur des usines du Creusot Elu en 1848 dans le Canton de Montcenis |
| 1848    | 1852                | Claude-Edouard Martin                        | Républicain              | Docteur en médecine, maire de Couches, conseiller d'arrondissement |
| 1852    | 1871                | Edouard Carrelet de Loisy                    |                          | Membre de la Chambre d'agriculture, Saint-Émiland |
| 1871    | 1874                | Jacques Isidore Martin                       | Républicain              | Notaire, maire de Couches |
| 1874    | 1874 (invalidation) | Charles-Ferdinand de Cossart, Comte d'Espiès | Bonapartiste             | Maire de Couches |
| 1886    | 1892                | Léon Martin (fils de J.I.Martin)             | Républicain              | Docteur en médecine, maire de Couches, ancien conseiller d'arrondissement |
| 1892    | 1893 (invalidation) | Albert Clair                                 | Républicain (Droite)     | Propriétaire à Saint-Emiland |
| 1893    | 1910                | Léon Martin                                  | Républicain puis Rad.    | Docteur en médecine, maire de Couches |
| 1910    | 1921 (démission)    | Albert Clair                                 | Républicain Progressiste | Propriétaire, maire de Saint-Emiland |
| 1921    | 1940                | Henri Maupoil                                | Rad.                     | Viticulteur Maire de Dezize-lès-Maranges, conseiller d'arrondissement Député (1924-1936), Sénateur (1936-1944), Ministre (1935-1936) Membre de la Commission administrative de Saône-et-Loire (1941-1942) Nommé conseiller départemental en 1942 (destitué en 1944) |
|         |                     |                                              |                          | |
| 1945    | 1964                | Henri Maupoil                                | Rad.                     | Viticulteur Maire de Dezize-lès-Maranges Sénateur (1948-1958) |
| 1964    | 1982 (décès)        | Georges Carthieux (1906-1982)                | Rad. puis DVD            | Maire de Couches |
| 1982    | 2015                | Bernard Dessendre                            | UDF puis UMP             | Exploitant agricole Maire de Saint-Maurice-lès-Couches (1980-2014) |

### Conseillers d'arrondissement (de 1833 à 1940)
| Période                                  | Période           | Identité                                          | Étiquette           | Qualité |
| ---------------------------------------- | ----------------- | ------------------------------------------------- | ------------------- | --- |
| 1833                                     | 1836              | M. Lavigne                                        |                     | Propriétaire à Saint-Sernin-du-Plain                                                                        |
| 1836                                     | 1848              | Claude Édouard Martin                             |                     | Docteur en médecine à Couches                                                                               |
| 1848                                     | 1852              | Victor Mercier                                    |                     | Propriétaire à Cheilly-lès-Maranges                                                                         |
| 1852                                     | 1871              | Comte Victor de Vergnette de La Motte (1807-1885) | Candidat recommandé | Maire de Saint-Jean-de-Trézy, Président du Conseil d'arrondissement                                         |
|                                          | 1871              | Jacques Bidault                                   |                     | Docteur en médecine, maire de Couches (1859-?)                                                              |
| 1871                                     | 1874              | Claude Turbeck-Grosse                             | Radical             | Ancien Premier adjoint au maire de Couches (révoqué en 1849)                                                |
| 1874                                     | 1880              | Jacques Bidault                                   | Conservateur        | Docteur en médecine, maire de Couches                                                                       |
| 1880                                     | 1881 (annulation) | Léon Martin                                       | Républicain         | Docteur en médecine, maire de Couches                                                                       |
| 1881                                     | 1886              | Léon Martin                                       | Républicain         | Docteur en médecine, maire de Couches                                                                       |
| 1886                                     | 1892              | Ph. Savoye                                        | Républicain         | Pharmacien à Couches                                                                                        |
| 1892                                     | 1907              | Paul Prieur                                       |                     | Maire de Sampigny                                                                                           |
| 1907                                     | 1913              | M. Preslier                                       | Radical             | Maire de Dezize                                                                                             |
| 1913                                     | 1919              | Antoine Michelot-Bonnot                           |                     | Maire d'Essertenne                                                                                          |
| 1919                                     | 1921              | Henri Maupoil                                     | Rad.                | Viticulteur, maire de Dezize-lès-Maranges                                                                   |
| 1921                                     | 1925              | Louis Chalon                                      | Modéré              | Négociant à Couches, juge au Tribunal de commerce d'Autun                                                   |
| 1925                                     | 1931              | M. Devillard                                      | SFIO                | Propriétaire à Essertenne                                                                                   |
| 1931                                     | 1940              | Jean-Baptiste Roizot-Desvignes (1869-1955)        | Rad.                | Viticulteur, maire de Couches                                                                               |
| 1940                                     |                   |                                                   |                     | Les conseils d'arrondissement ont été suspendus par la loi du 12 octobre 1940 et n'ont jamais été réactivés |
| Les données manquantes sont à compléter. |                   |                                                   |                     | |

## Composition
Le canton de Couches regroupait 14 communes et comptait 5 768 habitants (recensement de 1999 sans doubles comptes).
| Communes                  | Population (2012) | Code postal | Code Insee |
| ------------------------- | ----------------- | ----------- | ---------- |
| Cheilly-lès-Maranges      | 439               | 71150       | 71122      |
| Couches                   | 1 409             | 71490       | 71149      |
| Dezize-lès-Maranges       | 191               | 71150       | 71174      |
| Dracy-lès-Couches         | 183               | 71490       | 71183      |
| Essertenne                | 480               | 71510       | 71191      |
| Paris-l'Hôpital           | 204               | 71150       | 71343      |
| Perreuil                  | 395               | 71510       | 71347      |
| Saint-Émiland             | 319               | 71490       | 71409      |
| Saint-Jean-de-Trézy       | 281               | 71490       | 71431      |
| Saint-Martin-de-Commune   | 103               | 71490       | 71450      |
| Saint-Maurice-lès-Couches | 160               | 71490       | 71464      |
| Saint-Pierre-de-Varennes  | 830               | 71670       | 71468      |
| Saint-Sernin-du-Plain     | 619               | 71510       | 71480      |
| Sampigny-lès-Maranges     | 155               | 71150       | 71496      |

## Démographie
| 1962  | 1968  | 1975  | 1982  | 1990  | 1999  | 2007  |
| ----- | ----- | ----- | ----- | ----- | ----- | ----- |
| 5 436 | 5 945 | 5 479 | 5 568 | 5 767 | 5 768 | 5 941 |